# Municipio de Wayne (condado de Adams)
El municipio de Wayne (en inglés: Wayne Township) es un municipio ubicado en el condado de Adams en el estado estadounidense de Ohio. En el año 2010 tenía una población de 1304 habitantes y una densidad poblacional de 17,95 personas por km².

## Geografía
El municipio de Wayne se encuentra ubicado en las coordenadas 38°53′10″N 83°36′35″O / 38.88611, -83.60972. Según la Oficina del Censo de los Estados Unidos, el municipio tiene una superficie total de 72.66 km², de la cual 72,65 km² corresponden a tierra firme y (0,01 %) 0,01 km² es agua.

## Demografía
Según el censo de 2010, había 1304 personas residiendo en el municipio de Wayne. La densidad de población era de 17,95 hab./km². De los 1304 habitantes, el municipio de Wayne estaba compuesto por el 98,31 % blancos, el 0,61 % eran afroamericanos, el 0,23 % eran amerindios, el 0,15 % eran de otras razas y el 0,69 % eran de una mezcla de razas. Del total de la población el 0,15 % eran hispanos o latinos de cualquier raza.